# Gmina miejska Kranj
Gmina miejska Kranj (słoweń.: Mestna občina Kranj) – gmina w Słowenii. W 2002 roku liczyła 51 200 mieszkańców.

## Miejscowości
Miejscowości wchodzące w skład miejskiej Kranj:

- Babni Vrt
- Bobovek
- Breg ob Savi
- Britof
- Čadovlje
- Čepulje
- Golnik
- Goriče
- Hrastje
- Ilovka
- Jama
- Jamnik
- Javornik
- Kokrica
- Kranj – siedziba gminy
- Lavtarski Vrh
- Letenice
- Mavčiče
- Meja
- Mlaka pri Kranju
- Nemilje
- Njivica
- Orehovlje
- Pangršica
- Planica
- Podblica
- Podreča
- Povlje
- Praše
- Predoslje
- Pševo
- Rakovica
- Spodnja Besnica
- Spodnje Bitnje
- Srakovlje
- Srednja vas-Goriče
- Srednje Bitnje
- Suha pri Predosljah
- Sveti Jošt nad Kranjem
- Šutna
- Tatinec
- Tenetiše
- Trstenik
- Zabukovje
- Zalog
- Zgornja Besnica
- Zgornje Bitnje
- Žabnica
- Žablje